# Antoine d'Apchon
Antoine d'Apchon (né vers 1533 et mort en octobre 1586) est un ecclésiastique, évêque titulaire de Périgueux vers 1556 à 1560.

## Biographie
Antoine d'Apchon est le fils d'Artaud de Saint-Germain d'Apchon et de Marguerite d'Albon de Saint-André. Il est le frère du libelliste Jacques de Saint-Germain d'Apchon.
Docteur en droit canon très jeune, il est pourvu de nombreux bénéfices ecclésiastiques : prieur de Bredom (1542-1559), chanoine de la primatiale Saint-Jean de Lyon et prévôt de Fourvière. Il séjourne à Poitiers de 1550 à 1556.
Du fait de l'apostasie notoire de l'évêque Guy Bouchard d'Aubeterre, il est désigné comme évêque commendataire de Périgueux à cette époque, sans doute par l’intervention de son oncle le maréchal Jacques d'Albon de Saint-André. Cependant, dès 1560, il renonce aux ordres. En 1562, il participe à la bataille de Dreux aux côtés du maréchal et il épouse le 6 juillet 1564 Christine d'Albin avec qui il a deux fils. Il meurt en octobre 1586.